# Philippe Trillat
Philippe Trillat Mondrus (Concepción, 12 de febrero de 1983) es un actor de televisión y teatro y pintor chileno. Es conocido por su participación en programas como Mekano y Calle 7. 

## Trayectoria
Philippe Trillat es descendiente de peruanos, domina los idiomas inglés y francés y estudió en la Alianza Francesa de Concepción.
Philippe estudió teatro en la Universidad del Desarrollo; buscando realizar una carrera en la actuación en televisión, en 2003 ingreso al programa juvenil Mekano, donde poco a poco ganó popularidad en el público; por coincidencia, es llamado para participar en las miniseries del programa como Zoom, Amores urbanos, Don Floro, XFea2, Es Cool y Mitú, donde se destacó como protagonista. A finales de 2005, abandonó el programa para recuperarse de un fuerte accidente automovilístico, sufrido en septiembre mientras se dirigía a grabar escenas para Mitú, que lo mantuvo al borde de la muerte.
En 2010 regresa a la televisión luego de tres años de estar alejado del medio para participar en el programa de Televisión Nacional de Chile, TVN Calle 7 en donde trabaja hasta el 11 de abril de 2011 y ha desarrollado en julio su exposición-venta de pinturas titulada El aire en Santiago de Chile.
Referente a sus pinturas, el pintor chileno Francisco Villalón escribió: “Trillat entrega en sus cuadros colores encendidos, en los que destacan los azules eléctricos, los grises y los cítricos en su gama más amplia, buscando la pureza y el punto de encuentro con figuras que gravitan, en el interior de su pintura”.
El 22 de enero de 2011 junto a su compañera Catalina Vallejos quedaron como ganadores de la quinta temporada de Calle 7, de los seis millones de pesos chilenos (U$D 12.000 dólares) y el automóvil "0" kilómetro que el programa otorgó para la pareja.
En 2011 participó en el dating show de Canal 13 40 ó 20.
Tiene una hija de nombre Florencia.
En 2012 filmó la película Zohe interpretando al personaje del mismo nombre.
Desde 2013 maneja el proyecto multiespacio "Casona Amaranto".

## Filmografía

### Series y unitarios
| Año  | Serie                  | Rol                                                                                            | Canal       |
| ---- | ---------------------- | ---------------------------------------------------------------------------------------------- | ----------- |
| 2003 | Zoom, acércate al amor |                                                                                                | Mega        |
| 2003 | Amores urbanos         | Milo                                                                                           | Mega        |
| 2004 | Don Floro              | Antonio Paz                                                                                    | Mega        |
| 2004 | Xfea2                  | Felipe Rosales                                                                                 | Mega        |
| 2005 | Es cool                | Juan Pablo Valdivieso 'JP'                                                                     | Mega        |
| 2005 | Mitú                   | Jaime Alonso                                                                                   | Mega        |
| 2006 | Porky te amo           | Martín Andrade                                                                                 | Mega        |
| 2006 | La vida es una lotería | Stanlov Petrovic (episodio "Los Hermanos Petrovic") Guatón del canto (episodio "Kino en Toma") | Mega        |
| 2007 | Casado con hijos       | Javi Santander                                                                                 | Mega        |
| 2007 | Infieles               | Cristóbal                                                                                      | Chilevisión |
| 2010 | Amores de Calle        | Cristóbal (episodio "Mi suegra querida") Sebastián (episodio "Un amor perigroso y obsesivo")   | TVN         |

### Reality shows
| Año       | Reality | Resultado                 | Canal    |
| --------- | ------- | ------------------------- | -------- |
| 2003-2005 | Mekano  | -                         | Mega     |
| 2010      | Elígeme | -                         | Mega     |
| 2010-2011 | Calle 7 | Ganador (5° temporada)    | TVN      |
| 2011      | 40 o 20 | Expulsado (8.º eliminado) | Canal 13 |

### Programas
| Año  | Programa           | Rol                                      | Canal       |
| ---- | ------------------ | ---------------------------------------- | ----------- |
| 2007 | Teatro en CHV      | Ignacio Baeza (episodio "Por fin solos") | Chilevisión |
| 2010 | El menú de Tevito  | Él mismo                                 | TVN         |
| 2012 | No eres tú, soy yo | Él mismo                                 | Zona Latina |

## Teatro
| Año  | Obra                          | Rol        |
| ---- | ----------------------------- | ---------- |
| 2010 | La gaviota (de Antón Chéjov)  | Medvedenko |
| 2009 | Carnicero                     | Carnicero  |
| 2009 | Todos los ausentes (Monólogo) | Él mismo   |
| 2007 | La historia sin fin           |            |